# Caecidotea sinuncus
Caecidotea sinuncus is een pissebed uit de familie Asellidae. De wetenschappelijke naam van de soort is voor het eerst geldig gepubliceerd in 1965 door Steeves.